# 鲍事天
鲍事天（1909年3月12日—2002年），字诗田，湖北京山人，菲律宾华侨。

## 生平
曾于1926年参加过北伐战争，1928年前往南京从事中国国民党党务工作。1931年南赴菲律宾，先后就读于菲律宾大学、圣托玛斯大学，获圣托马斯大学学士、硕士、博士学位。1935年回国，历任南昌行营感化院教育科科长、第一战区政治部主任秘书等。1939年返回菲律宾，参与创办了中正中学，并任《中山日报》主笔。1945年，任菲律宾华侨复兴救济委员会秘书长、中正中学校长。1955年又创办了华侨师范专科学校，并出任校长。1965年华侨师专与中正中学合并为中正学院，他出任院长一职。
此外，鲍事天还曾担任过中国国民党菲律宾总支部执行委员、中菲友谊协会副主席、中菲文化协会副会长、菲华反共总会常委、菲律宾历史学会副理事长等职，并且是中国国民党第十至十五届中央评议委员。